# بخش پورتیج (شهرستان اوتاوا، اوهایو)
بخش پورتیج (به انگلیسی: Portage Township) یک منطقهٔ مسکونی در ایالات متحده آمریکا است که در شهرستان اتاوا، اوهایو واقع شده‌است.
 بخش پورتیج ۵۶٫۰ کیلومتر مربع مساحت و ۱٬۶۳۴ نفر جمعیت دارد و ۱۷۷ متر بالاتر از سطح دریا واقع شده‌است.